# Teodora Komnena Angelina
Teodora Komnena Angelina (gr. Θεοδώρα Κομνηνὴ Ἀγγελίνα, ur. 15 stycznia 1096) – bizantyńska księżniczka, córka Aleksego I Komnena i Ireny Dukainy. 

## Życiorys
Teodora urodziła się w Konstantynopolu w dniu 15 stycznia 1096. Była czwartą z pięciu córek cesarza Aleksego I Komnena i Irena Dukainy. Miała ośmioro rodzeństwa. Wśród nich był: cesarz Jan II Komnen i historyk Anna Komnena. Jej mężem został Konstantyn Angelos. Mieli siedmioro dzieci:
- Jan Dukas (ok. 1125/27-ok.1200), jego nieślubnym synem był Michał I Angelos, pierwszy władca Epiru
- Aleksy Angelos Komnen
- Andronik Dukas Angelos (zm. 1185), który miał dziewięcioro dzieci - w tym dwóch cesarzy: Izaaka II Angelosa i Aleksego III Angelosa
- Izaak Angelos, gubernator wojskowy Cylicji
- Maria Angelina, żona Konstantyna Kamytzesa
- Eudokia Angelina, żona Bazylego Tsykandelesa
- Zoe Angelina, żona Andronika Synadenosa